# Ajuran-rijk
Het Ajuran-rijk ook wel gespeld Ajuuraan-rijk, en vaak simpelweg als Ajuran, was een Somalisch imperium in de middeleeuwen dat de handel in de Indische Oceaan domineerde. Het was een moslim sultanaat dat vanaf de 13e eeuw tot in de 2e helft van de 17e eeuw over grote delen van  de Hoorn van Afrika (meer bepaald het latere Somalië & Ethiopië) regeerde. Door een sterk gecentraliseerd bestuur en een agressieve militaire houding tegenover indringers, verzette het Ajuran-rijk zich met succes tegen een Oromo-invasie uit het westen en een Portugese inval vanuit het oosten tijdens de Ajuran-Portugese oorlogen. Handelsroutes uit de oudheid en vroeg-middeleeuwse periode van Somalië werden versterkt of hersteld, en de buitenlandse handel en commercie in de kustprovincies floreerden met schepen die naar en van vele landen zeilden. Dit betrof rijken in Oost- en Zuid-Azië, Europa, het Nabije Oosten, Noord-Afrika en Oost-Afrika.
Het rijk liet een uitgebreide erfenis aan Somalische architectuur achter, als een van de belangrijkste middeleeuwse Somalische machten die zich bezighielden met het bouwen van kastelen en forten. Veel van de verwoeste vestingwerken die tegenwoordig in de landschappen van Zuid-Somalië voorkomen, worden toegeschreven aan de ingenieurs van het Ajuran-rijk, waaronder een aantal van de pilaargraf-velden, necropolissen en ruïnes van steden gebouwd in dat tijdperk. Tijdens de Ajuran-periode bekeerden veel mensen in het zuidelijke deel van de Hoorn van Afrika zich tot de islam vanwege het theocratische karakter van de regering. De koninklijke familie, het Huis van Garen, breidde haar territoria uit en vestigde haar heerschappij door een combinatie van oorlogvoering, handelsbetrekkingen en militaire allianties.
Als een imperium waarvoor water belangrijk was, monopoliseerden de Ajuranen de watervoorraden van de Shebelle en Jubba rivier. De Staat heeft ook veel van de kalkstenen waterputten en waterkelders laten bouwen die nog steeds in gebruik zijn. De heersers ontwikkelden nieuwe systemen voor landbouw en belastingen, die tot in de 19e eeuw in delen van de Hoorn van Afrika werden gebruikt. De heerschappij van de latere Ajuraanse heersers veroorzaakte meerdere opstanden in het rijk, en aan het einde van de 17e eeuw viel het Ajuraanse sultanaat uiteen in verschillende opeenvolgende koninkrijken en staten; het meest in het oog springend was het sultanaat Geledi.